# Sierpień 2025

## 19 sierpnia
- Zespół astronomów pod przewodnictwem Maryame El Moutamid ogłosił odkrycie nowego księżyca Urana S/2025 U 1, o średnicy od 8 do 10 km, zauważonego na zdjęciach z Kosmicznego Teleskopu Jamesa Webba wykonanych 2 lutego 2025 roku[1].

## 16 sierpnia
- Liczba ofiar powodzi w Pakistanie wzrosła do 321 osób, z czego 307 w Chajber Pasztunchwa[2].

## 15 sierpnia
- W wyniku powodzi w prowincji Chajber Pasztunchwa w Pakistanie zginęło 189 osób, kilkadziesiąt zostało rannych, dziesiątki zaginęły, zginęło wiele zwierząt gospodarskich, a budynki zostały zniszczone i uszkodzone[3][4].
- Autobus zderzył się ze stojącą ciężarówką w Bardhaman w Bengalu Zachodnim w Indiach. W wyniku zderzenia 10 osób zginęło, a 35 zostało rannych[5].
- Inwazja Rosji na Ukrainę: Prezydent Rosji Władimir Putin udał się na Alaskę, aby spotkać się z prezydentem Stanów Zjednoczonych Donaldem Trumpem i omówić sposoby zakończenia rosyjskiej inwazji na Ukrainę. Prezydent Ukrainy Wołodymyr Zełenski nie został zaproszony i nie będzie obecny na szczycie[6].

## 14 sierpnia
- Co najmniej 60 osób zginęło, a ponad 167 zostało rannych, w tym 38 było w stanie krytycznym. Ponad 220 osób uznano za zaginione w wyniku potężnego ulewnego deszczu w mieście Kishtwar w stanie Dżammu i Kaszmir w Indiach[7][8].
- Według rządu Sudanu, w ciągu ostatniego tygodnia w regionie Darfur zmarło na cholerę co najmniej 40 osób. Była to najgorsza epidemia w kraju od lat[9].
- Zakończył się wyścig Tour de Pologne Women 2025, którego zwycięzczynią została Chiara Consonni[10].

## 13 sierpnia
- W Kuwejcie zginęło 13 osób, a 50 zostało chorych. Ponadto 21 osób straciło wzrok lub zostało poważnie rannych w wyniku zatrucia metanolem[11].
- Sudańskie władze ds. zdrowia rozpoczęły w Chartumie 10-dniową kampanię szczepień przeciwko cholerze, obejmującą ponad 150 tys. osób, aby powstrzymać epidemię, która od lipca 2024 roku spowodowała ponad 83 tys. zachorowań i 2100 zgonów w całym kraju[12].
- Kanadyjska firma odzieżowa Gildan uzgadniała szczegóły przejęcia amerykańskiej firmy Hanesbrands za kwotę 2,2 miliarda dolarów[13].

## 10 sierpnia
- Zakończył się wyścig Tour de Pologne 2025, którego zwycięzcą został Brandon McNulty[14].

## 8 sierpnia
- Autobus wiozący żałobników z pogrzebu w Kisumu w Kenii przewrócił się i wpadł do rowu, w wyniku czego zginęło co najmniej 21 osób[15].
- W Mato Grosso w Brazylii doszło do czołowego zderzenia autobusu i ciężarówki. W wyniku zdarzenia zginęło 11 osób, a 45 zostało rannych[16].
- Co najmniej 15 osób zginęło, a 33 uznano za zaginione w wyniku gwałtownej powodzi w powiecie Yuzhong w prowincji Gansu w Chinach[17].
- Przywódcy Armenii i Azerbejdżanu planowali podpisać wspólną deklarację w Białym Domu w Waszyngtonie w Stanach Zjednoczonych, zobowiązując się do zawarcia porozumienia pokojowego ułatwionego przez administrację Trumpa, które zakończy prawie cztery dekady konfliktu między tymi dwoma krajami[18]. Armenia zgodziła się przyznać USA wyłączne prawa do rozwoju korytarza zangezurskiego na 99 lat. Stany Zjednoczone poddzierżawią go konsorcjum, które będzie rozwijać linie kolejowe, naftowe, gazowe i światłowodowe wzdłuż 43 km korytarza[19].

## 7 sierpnia
- Izraelski operator złoża gazu ziemnego Lewiatan podpisał największą w historii kraju umowę eksportową o wartości 35 miliardów dolarów na dostawy gazu do Egiptu[20].
- OpenAI udostępniło publicznie ChatGPT-5[21].

## 6 sierpnia
- Śmigłowiec Harbin Z-9 sił powietrznych Ghany rozbił się w pobliżu Obuasi w regionie Ashanti. Zginęło osiem osób, w tym minister obrony Edward Omane Boamah, minister środowiska i nauki Ibrahim Murtala Muhammed oraz minister regionalny Samuel Sarpong[22][23].
- 12 osób zginęło, a 13 zostało rannych, gdy wywrotka wpadła do wąwozu w Lebak w Sultan Kudarat, w pobliżu granicy prowincji Maguindanao del Sur na Filipinach[24].
- Wybory prezydenckie w Polsce w 2025 roku: Były prezes Instytutu Pamięci Narodowej Karol Nawrocki został zaprzysiężony na Prezydenta Rzeczypospolitej Polskiej, następcę Andrzeja Dudy[25][26].
- Włoski rząd zatwierdził projekt budowy mostu nad Cieśniną Mesyńską, który ma połączyć Sycylię z Włochami kontynentalnymi. Może zostać ukończony już w 2032 lub 2033 roku i stać się najdłuższym mostem wiszącym na świecie[27][28].

## 5 sierpnia
- Inwazja Rosji na Ukrainę: W serii rosyjskich ataków na obwody zaporoski, charkowski, odeski i sumski na Ukrainie zginęło co najmniej pięć osób, a 13 zostało rannych[29].
- Ulicami Woli w Warszawie, przeszedł Marsz Pamięci, upamiętniający ofiary rzezi Woli z sierpnia 1944 roku[30].

## 4 sierpnia
- Ponad 10 tys. właścicieli hoteli w Europie, reprezentowanych przez związek zawodowy HOTREC, złożyło wspólny pozew przeciwko holenderskiej agencji turystycznej Booking.com, domagając się odszkodowania za straty poniesione w latach 2004–2024, zarzucając agencji, że uniemożliwiała hotelom oferowanie niższych cen na ich własnych stronach internetowych[31][32].

## 3 sierpnia
- Inwazja Rosji na Ukrainę: Donoszono o potężnym pożarze w rafinerii ropy naftowej w Soczi w Rosji, po ataku ukraińskiego drona na zakład. Pożar skłonił władze rosyjskie do zamknięcia międzynarodowego lotniska w Soczi[33].
- Wulkan Kraszeninnikowa na rosyjskim półwyspie Kamczatka, wybuchł po raz pierwszy od XV wieku i po raz pierwszy został odnotowany w historii. Erupcja miała miejsce cztery dni po trzęsieniu ziemi o magnitudzie 8,8, które nawiedziło ten sam region 30 lipca 2025 roku i mogło przyczynić się do wybuchu[34].
- Zakończył się wyścig Tour de France Femmes 2025, w którym pierwsze miejsce zajęła Pauline Ferrand-Prévot[35].

## 2 sierpnia
- Inwazja Rosji na Ukrainę: Siły ukraińskie przeprowadziły ataki dronów na obwody penzeński, samarski i rostowski w Rosji, w wyniku których zginęły co najmniej trzy osoby[36]. Ukraińskie wojsko zaatakowało dronami również rafinerię w obwodzie riazańskim w Rosji i wywołało pożar w zakładzie[37].
- Lewotobi Laki Laki, jeden z najaktywniejszych wulkanów Indonezji, wybuchał drugi dzień z rzędu, wyrzucając w powietrze kolumnę materiału wulkanicznego i popiołu na wysokość 18 km. Erupcja z tego była jedną z największych w Indonezji od 2010 roku, kiedy wybuchł wulkan Merapi. Nie odnotowano żadnych ofiar śmiertelnych[38].
- Odbył się finał Copa América kobiet 2025, w którym reprezentacja Brazylii pokonała Kolumbię, w rzutach karnych[39].

## 1 sierpnia
- Inwazja Rosji na Ukrainę: Prezydent USA Donald Trump nakazał rozmieszczenie w pobliżu Rosji dwóch okrętów podwodnych o napędzie atomowym, mających na celu podjęcie potencjalnych działań militarnych przeciwko siłom rosyjskim. Miała to być odpowiedź na oświadczenia byłego prezydenta Rosji i obecnego wiceprzewodniczącego Rady Bezpieczeństwa Federacji Rosyjskiej Dmitrija Miedwiediewa dotyczące wcześniej podanego przez Trumpa terminu zakończenia wojny na Ukrainie[40][41].